# Småbladet elm
Småbladet elm (Ulmus minor) er et op til 20 meter højt træ, der i Danmark ofte er plantet og desuden er oprindeligt vildtvoksende. Denne art (og alle sorter af den) er modtagelig for elmesyge. Til forskel fra skovelm er undersiden af bladene næsten hårløse, på nær hårtotter ved sidestrengenes basis. Skov-Elm har desuden blade, der er 9-16 cm lange.

## Beskrivelse
Småbladet elm er et stort, løvfældende træ med en højt hvælvet og bredt udhængende krone. Stammen er tyk med oprette hovedgrene, der er tæt forgrenede. Barken er først gulbrun på lyssiden og grøn på undersiden. Senere bliver den bleggrå med mørke revner, og til sidst får den dybe furer og høje kamme. Knopperne er spredte, ægformede og blanke med en brunlig spids og svag behåring.
Bladene er 3-10 cm lange, mere eller mindre elliptiske og meget skæve ved grunden. Bladranden er rundtakket eller dobbelt tandet. Oversiden er klart grøn og blank, mens undersiden er lysegrøn med små, hvide hårtotter ved ribbevinklerne, men ellers næsten glat. Blomsterne er samlet i små hoveder. De enkelte blomster mangler kronblade, men standen ser rød ud på grund af støvdragernes farve. De springer ud før løvspring. Frugterne er nødder med vinge rundt langs hele kanten. De modner godt og spirer villigt i Danmark.
Rodnettet består af dybtgående og vidtrækkende hovedrødder med fint forgrenede, højtliggende siderødder. Træet sætter mange rodskud.
Højde x bredde og årlig tilvækst: 30 x 15 m (40 x 30 cm/år).

## Voksested
Småbladet elm hører hjemme på fugtig og næringsrig bund i floddale over hele Centraleuropa. Det formodes, at enkelte bestande på Bornholm, Møn og Sydsjælland er oprindelige.
I Storelyng, som er en lokalitet i Åmosen, findes arten sammen med bl.a. firblad, alm. fredløs, hindbær, alm. hvidtjørn, alm. hyld, kvalkved, alm. røn, dunbirk, engriflet hvidtjørn, fruebær, rørgræs, seline, skovhullæbe og stiv star

## Sorter
Der findes en varietet af denne art med navnet Kork-Elm (Ulmus minor var. suberosa). Den ser ud til at være mindre sårbar overfor elmesygen end hovedarten.
| Portal | Portal:Botanik |

## Note
1. ↑  COWI: Botanisk kortlægning af Åmosen